# Desyopone hereon
Desyopone hereon — викопний вид мурах з підродини Ponerinae, що існував в Африці в міоцені (близько 20 млн років). Описаний у 2022 році з інклюзії у ефіопському бурштині.

## Етимологія
Назва роду Desyopone — портманто традиційного загального суфікса понерин, «-pone», і абревіатура досліницького центру Deutsches Elektronen-Synchrotron (DESY), чиє накопичувальне кільце та радіаційні промені використовувалися для створення феноменальних даних, які були вирішальними для правильної ідентифікації нового таксону.
Видовий епітет hereon дано на взнак подяки іншому дослідницькому центру Helmholtz-Zentrum Hereon, який фінансує та керує апаратом Imaging Beamline (P05) у DESY, таким чином уможливлюючи роботу дослідників.

## Типове місцезнаходження
Шматок бурштину з рештками комах знайдено у долині річки Башіло поблизу міста Вольдія у зоні Північне Уолло регіону Амхара на північному заході країни.